# NGC 6229
NGC 6229 is een bolvormige sterrenhoop in het sterrenbeeld Hercules. Het hemelobject werd op 12 mei 1787 ontdekt door de Duits-Britse astronoom William Herschel.
- NGC 6229 vormt een driehoekig telescopisch asterisme met de twee schijnbaar nabije sterren HD 151651 net ten westen en HD 151689 ten zuidwesten van het object zelf. Volgens T.W.Webb: Beautifully grouped in a triangle with two 6 mg. stars.

## Synoniemen
- GCL 47